# Бенет (остров)
Бѐнет  (на руски: Остров Беннетта) е остров в северната част на Източносибирско море, най-западния от островите Де Лонг, от групата на Новосибирските острови.
Административно влиза в състава на Якутия, Русия. Островът има форма на разтегнат от югозапад на североизток ромб с дължина 28 km и ширина 14,5 km. Площ 156,2 km2. Максимална височина връх Де Лонг 426 m, разположен в крайната му югозападна част. Остров Бенет е най-високия от всички острови в групата на Новосибирските острови. Бреговете му са високи и скалисти. Покрит с ледници (57,9 km2), спускащи се до брега.
Остров Бенет е открит през 1881 г. от трагично приключилата експедиция на американския полярен изследовател Джордж Вашингтон де Лонг и е наименуван в чест на Джеймс Бенет, спонсорът на експедицията. През 1901 г. е изследван и за първи път картиран от също трагично приключилата експедиция на руския географ и геолог от немски произход Едуард Тол. През 1903 г. е организирана спасителна експедиция за спасяванета на Тол и неговите спътници, възглавявана от бъдещия адмирал Александър Колчак (тогава лейтенант), която също допринася за увеличаване на сведенията за острова.

## Топографска карта
- Т-56-ХХVІІІ,ХХІХ, ХХХ[2]
- Т-56-ХХХІV,ХХХV,ХХХVІ[3]